# Потурай Олег Гнатович

Олег Потурай

Олег Гнатович Потурай (народився 7 червня 1954 в селі Бортнів Іваничівського району Волинської області — помер 6 вересня 2015 в Луцьку) — український поет, прозаїк, перекладач і журналіст. Мешкав у Луцьку. Член НСПУ, НСЖУ.

## Життєпис
1971 року з золотою медаллю закінчив Поромівську середню школу, Закінчив факультет журналістики Львівського державного університету імені Івана Франка (1971-76)
1976-81 — кореспондент, газети «Вільна Україна», «Ленінська молодь» (Львів).
1981-85 — заступник редактора, райгазета «Колос» (смт Іваничі, Волин. обл.).
1987-91 — редактор, райгазета «Ленінським шляхом» (м. Ківерці, Волин. обл.).
1991-95 — видавав власну газету.
1995-97 — гол. редактор, міська газета «Луцький замок».
з 09.1997 працював у газеті «День», власний кореспондент в місті Луцьку.
Вів питання політики у газеті «Волинські губернські відомості». Займався політичним аналізом у створеному ним же Волинському центрі політичних досліджень.
Від березня 2008 до липня 2012-го працює власним кореспондентом всеукраїнської газети «Селянська правда» по Волинській та Рівненській областях.
Від березня 2012 до квітня 2015 очолював Волинську обласну організацію НСПУ.
Помер у Луцьку 6 вересня 2015 року. Поховали його 7 вересня у рідному селі Бортнів.

## Творчість
Автор книжок віршів:
- «Малюнки на асфальті» (Львів, в-во «Каменяр», 1985),
- «До сходу сонця» (Луцьк, в-во «Надстир'я», 1991),
- «Присмерок» (Луцьк, в-во «Надстир'я», 1994).
- «Ліхтар у закутку» (Луцьк, в-во «Терен», 2005).

У 2009 видав книгу сатири «Бакс, ату!».

## Захоплення
Історія Волині.

## Відзнаки
Лауреат обласної журналістської премії «Найкраще перо року» (1990).